# Sanjay Leela Bhansali

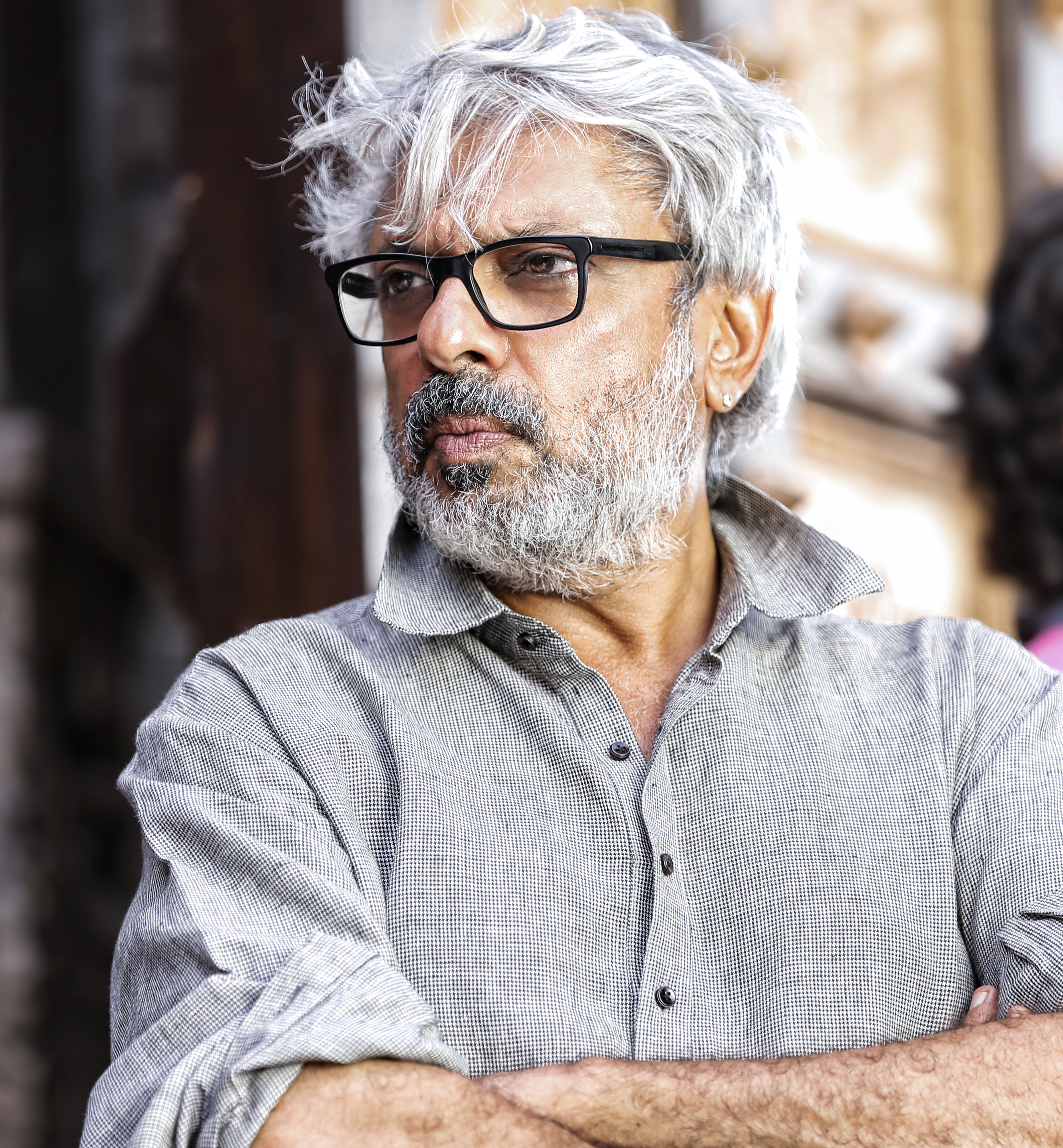
Sanjay Leela Bhansali

Sanjay Leela Bhansali (in devanagari: संजय लीला भंसाली; Mumbai, 24 febbraio 1965) è un regista, produttore cinematografico e sceneggiatore indiano.

## Biografia
Il suo secondo nome, Leela, è un tributo a sua madre, Leela Bhansali. Ha avuto vari riconoscimenti a Bollywood per i suoi film, tra cui i National Film Awards e i Filmfare Awards.

## Filmografia

### Regista
- Khamoshi: The Musical (1996)
- Hum Dil De Chuke Sanam (1999)
- Devdas (2002)
- Black (2005)
- Saawariya - La voce del destino (Saawariya) (2007)
- Guzaarish (2010)
- Goliyon Ki Raasleela Ram-Leela (2013)
- Bajirao Mastani (2015)
- Padmaavat (2018)
- Gangubai Kathiawadi (2022)

### Produttore
- Hum Dil De Chuke Sanam (1999)
- Black (2005)
- Saawariya - La voce del destino (2007)

### Sceneggiatore
- 1942: A Love Story (1994)
- Khamoshi: The Musical (1996)

### Regista, produttore e sceneggiatore
- Hum Dil De Chuke Sanam (1999)